# Copa dos Campeões Europeus da FIBA de 1983–84
A Copa dos Campeões Europeus da FIBA de 1983-84 foi a 27ª edição da principal competição europeia de clubes profissionais da Europa conhecida hoje como Euroliga. A final foi sediada no Patinoire des Vernets em Genebra na Suíça em 29 de março de 1984. Na ocasião o Banco di Roma Virtus conquistou seu primeiro título europeu vencendo a equipe do FC Barcelona por 79–73. 

## Fase preliminar
| Equipe 1 | Total   | Equipe 2 | 1.º jogo | 2.º jogo |
| -------- | ------- | -------- | -------- | -------- |
| AEL      | 105-203 | Aris     | 49–106   | 56–97    |

## Primeira fase
| Equipe 1           | Total   | Equipe 2                | 1.º jogo | 2.º jogo |
| ------------------ | ------- | ----------------------- | -------- | -------- |
| Torpan Pojat       | 167-189 | Murray Edinburgh        | 82–89    | 85–100   |
| Efes Pilsen        | 183-211 | FC Barcelona            | 96–111   | 87–100   |
| Partizani Tirana   | 180-163 | Inter Slovnaft          | 89–80    | 91–83    |
| T71 Dudelange      | 84-157  | Banco di Roma Virtus    | 40–72    | 44–85    |
| CSKA Sofia         | 150-151 | Sunair Oostende         | 74–62    | 76–89    |
| Nyon               | 154-204 | Jollycolombani Cantù    | 82–89    | 72–115   |
| Klosterneuburg     | 151-168 | Bosna                   | 76–77    | 75–91    |
| Alvik              | 155-158 | Austin Rover Sunderland | 80–77    | 75–81    |
| Århus              | 147-278 | Maccabi Elite Tel Aviv  | 85–145   | 62–133   |
| ASC 1846 Göttingen | 150-168 | Aris                    | 77–91    | 73–77    |
| Dinamo București   | 148-176 | CSP Limoges             | 83–97    | 65–79    |
| Honvéd             | 150-195 | Nashua EBBC             | 82–101   | 68–94    |

## Segunda fase
| Equipe 1                | Total   | Equipe 2               | 1.º jogo | 2.º jogo |
| ----------------------- | ------- | ---------------------- | -------- | -------- |
| Murray Edinburgh        | 178-185 | FC Barcelona           | 93–94    | 85–91    |
| Partizani Tirana        | 124-171 | Banco di Roma Virtus   | 69–78    | 55–93    |
| Sunair Oostende         | 147-152 | Jollycolombani Cantù   | 88–77    | 59–76    |
| Austin Rover Sunderland | 171-177 | Bosna                  | 89–93    | 82–84    |
| Aris                    | 138-143 | Maccabi Elite Tel Aviv | 62-68    | 76–75    |
| Nashua EBBC             | 149-167 | CSP Limoges            | 70–69    | 79–98    |

## Grupo semifinal
|  | As duas melhores equipes avançam para a Final. |

|    | Equipe                 | J  | Pts | V | D | PF  | PA  |
| -- | ---------------------- | -- | --- | - | - | --- | --- |
| 1. | FC Barcelona           | 10 | 17  | 7 | 3 | 910 | 825 |
| 2. | Banco di Roma Virtus   | 10 | 17  | 7 | 3 | 785 | 752 |
| 3. | Jollycolombani Cantù   | 10 | 16  | 6 | 4 | 865 | 826 |
| 4. | Bosna                  | 10 | 15  | 5 | 5 | 843 | 928 |
| 5. | Maccabi Elite Tel Aviv | 10 | 13  | 3 | 7 | 872 | 902 |
| 6. | CSP Limoges            | 10 | 12  | 2 | 8 | 937 | 979 |

## Final
Realizada em 29 de março no Patinoire des Vernets em Genebra.
| Equipe 1     | Resultado | Equipe 2             |
| ------------ | --------- | -------------------- |
| FC Barcelona | 73–79     | Banco di Roma Virtus |

| Copa dos campeões europeus de 1983–84 Campeão |
| --------------------------------------------- |
| Banco di Roma Virtus 1º Título                |